# Les Pâques à New York

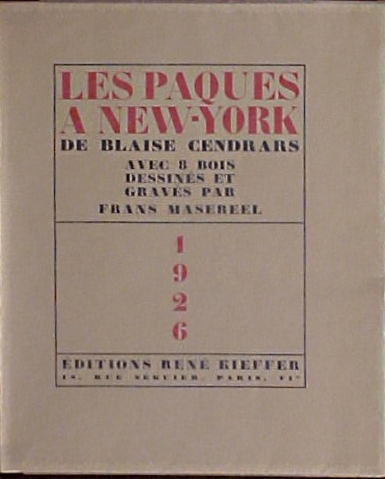
Blaise Cendrars, Les Pâques à New York, édition illustrée par Frans Masereel, Kieffer, 1926

Les Pâques à New-York est un poème de Blaise Cendrars (1887-1961), publié en 1912 sous le titre Les Pâques aux Hommes nouveaux, une maison d'édition qu'il a créée la même année avec Emil Szittya. C'est dans son édition de 1919 que le poème recevra son titre définitif.
C'est un des textes fondateurs de la poésie moderne. Il influence Apollinaire et tout le mouvement littéraire qui se crée autour de lui. 
Emprisonné à la Santé pour avoir volé à l'étalage L'Hérésiarque & Cie, un recueil de contes d'Apollinaire, Cendrars fait parvenir à ce dernier une lettre lui rappelant qu'il lui avait envoyé un exemplaire des Pâques quelques semaines auparavant et lui demandant son aide. C'est ainsi qu'il rencontre finalement Apollinaire qui le fait pénétrer dans le mouvement de la poésie moderne et, peut-être, s'inspire de lui dans certains poèmes d'Alcools. 
Les incontestables ressemblances qu'on relève entre Les Pâques et Zone ont fait l'objet de nombreux débats et de controverses dont il est difficile de tirer des conclusions définitives.  

## Éditions
- Les Pâques, Éditions des Hommes nouveaux. Avec un dessin de l'auteur en frontispice. Paris, 1912.
- Les Pâques à New-York, dans Du monde entier, Paris, Editions de La Nouvelle Revue française, Gallimard, 1919.
- Les Pâques à New-York, avec huit bois gravés de Frans Masereel, Paris, René Kieffer, 1926.
- Les Pâques à New-York,  dans Poésies complètes, préface de Jacques-Henry Lévesque, Paris, Denoël, 1944.
- Les Pâques à New-York, dans Poésies complètes, avec 41 poèmes inédits, Paris, Denoël, coll. "Tout autour d'aujourd'hui", tome 1, 2001. Textes présentés et annotés par Claude Leroy.
- Les Pâques à New-York, dans Du monde entier au cœur du monde, poésies complètes. Préface de Paul Morand. Édition établie par Claude Leroy. Paris, "Poésie/Gallimard", 2006.

## Créations musicales
Les Pâques à New York de Blaise Cendrars mise en scène : Alain Meilland musique de Daniel Meier avec : Alain Meilland (le récitant) Françoise Deslogères (ondes martenot) Claude Bonneton (piano) Alain Jacquet (percussions) Spectacle créé : en septembre 1974 au Festival Estival de Paris, repris au Théâtre Essaïon (Paris 4e) en avril 1975, puis au Festival populaire de Troyes (Troyes) en  Mai 1975 Source : Les Pâques à New York fiche complète les archives du spectacle
Lecture de Vicky Messica avec illustration musicale https://www.youtube.com/watch?v=4kc6NDG9xOg
Une version plus récente est créée en 2011 avec Cyrille Andrieu-Lacu dans le rôle de Blaise Cendrars, et accompagné au hautbois de la concertiste italienne Marika Lombardi. Cette version a notamment été présentée et jouée lors de l'ouverture du 13e Festival International de Hautbois de Paris, OBOE 2011.
Le rappeur Ekoué du groupe la Rumeur a également mis en musique des extraits du poème dans un morceau de la compilation Itinéraire d'un fils d'immigrés, sortie en 2008.
Les Pâques à New York, oratorio de Blaise Mettraux créé en octobre 2021 à Lausanne.